# Різдвяна свинка
«Різдвяна свинка» (англ. The Christmas Pig) — роман Джоан Роулінг, який побачив світ 12 жовтня 2021 року.

## Сюжет
Герой роману — хлопчик на ім'я Джек, який напередодні Різдва губить свою улюблену іграшку, Галну Слинку, яку він кличе ГС. У Ніч перед Різдвом  у нього з'являється новий товариш, Різдвяна свинка, яка разом з Джеком вирушає у страшенно ризиковану подорож до чарівної Країни Загублених, щоб порятувати улюблену ГС від жахливого Згубника.
Книга не пов'язана сюжетно ні з одним із попередніх творів Ролінґ. Вона позиціонується видавцями як книга для дітей від восьми років і старше. За словами представника видавництва, «Різдвяна свинка» не тільки наповнена милими персонажами, гумором, уявою і захоплюючими дух пригодами, але і являє собою історію, наповнену універсальними посланнями любові, втрати і надії".

## Публікація та сприйняття
У квітні 2021 року стало відомо, що «Різдвяна свинка» буде видана у жовтні 2021 року; книга була перекладена більш ніж 20 мовами. Це буде подарункове видання з ілюстраціями художника Джима Філда.
Різдвяна свинка була випущена видавцем Hachette Children's Group у Великій Британії, Австралії, Новій Зеландії, Ірландії та Індії, а видавництво Scholastic видало книгу в США та Канаді. Уже у пеший тиждень після публікації книга посіла перше місце за продажами у Великій Британії, розійшовшись тиражем 60 010 копій. Це 16-та книга авторки, що досягла першого місця в перший тиждень продаж.
The Times назвало книгу "чудесною, своєчасною" історією. The New York Times відзначили, що "Роулінг написала неймовірно переконливу вигадку для сьогодення, котра оглядається назад у минуле, в пошуках просвітлення та заспокоєння". Evening Standard назвали книгу "найкраща робота авторки з часів "Гаррі Поттер і в'язень Азкабану".

## «Різдвяна свинка» в Україні
Книга в Україні, як і в усьому світі, вийшла 12 жовтня 2021 року в українському перекладі Віктора Морозова у видаництві А-ба-ба-га-ла-ма-га. Це подарункове видання  з суперобкладинкою та чорно-білими ілюстраціями дизайнера і режисера анімації Джима Філда, який проілюстрував безліч дитячих бестселерів.